# Acacia burrowii
Acacia burrowii — вид квіткових рослин з родини бобових. Ареал: Австралія (пн.-цн. Новий Південний Уельс, пд.-сх. Квінсленд).

## Екологія
Росте на скелястих схилах у суглинистих або піщаних ґрунтах як частина евкаліптових лісів і лісистих угруповань або іноді густий чагарник.

## Морфологічний опис
Дерево має лише один стовбур, який зазвичай досягає висоти менше 13 м. Кора сіра. Має голі шкірчасті гілочки червонувато-коричневого кольору, кутасті до верхівок. Плоскі, прямі або злегка вигнуті філодії мають вузькоеліптичну форму, 2.5–11 см × 4–10 мм і мають від однієї до трьох злегка помітних головних жилок. Цвіте з липня по жовтень, утворюючи жовті квітки. Квіткові колоски мають довжину від 1.5 до 3 см. Насіннєві плоди мають лінійну форму і злегка звужені між насінням, у довжину від 4 до 11 см. Насіння довгасто-еліптичної форми від темно-коричневого до чорного кольору розташоване в стручках поздовжньо.